# Alchemilla controversa
Alchemilla controversa é uma espécie de rosácea do gênero Alchemilla, pertencente à família Rosaceae.